# انعکاس آفتاب بر تخته‌های بارانداز
انعکاس آفتاب بر تخته‌های بارانداز یکی از داستان‌های کتاب مجموعهٔ «نه داستان» جروم دیوید سلینجر است که در ایران به نام دلتنگی‌های نقاش خیابان چهل و هشتم منتشر شده است.

## خلاصه داستان
داستان با مکالمهٔ دو خدمتکار به نام‌های خانم اسنل و سندرا در مورد پسر خردسال بوبو گلس، لایانل آغاز می‌شود. بوبو بزرگترین دختر خانواده گلس است. سندرا نگران است که لایانل به بوبو بگوید که او چه حرفی زده. خواننده در می‌یابد که لایانل میل شدیدی به فرار کردن دارد. وقتی بوبو بر می‌گردد کمی با خدمتکاران صحبت می‌کند و بعد به اسکله می‌رود. در آنجا لایانل را در قایقی در حالی پیدا می‌کند که دارد برای فرار آماده می‌شود. بوبو تظاهر به تحسین کشتی خیالی لایانل می‌کند تا بفهمد چه چیزی او را ناراحت کرده و باعث شده بخواهد فرار کند. لایانل مقاومت می‌کند و تا جایی پیش می‌رود که عینک شنای دایی سیمورش را به دریاچه می‌اندازد. در آخر لایانل به بوبو می گوید که سندرا پدرش را «بادبادک گندهٔ بی‌مصرف» خطاب کرده. وقتی مادرش از او می پرسد که آیا می داند معنی این حرف چیست معلوم می‌شود که نمی‌داند منظور سندرا «جهود» بوده و نه بادبادک و صرفاً به خاطر حالت تحقیر کنندهٔ آن ناراحت شده. بوبو سعی می‌کند دلداری‌اش دهد. در آخر، تا خانه مسابقهٔ دو می‌گذارند و لایانل برنده می‌شود. 